# Roberto Rosetti
Roberto Rosetti (født 18. september 1967 i Pecetto Torinese) er en tidligere italiensk fodbolddommer. Han stoppede sin aktive dommerkarriere som 42 årig efter VM 2010. Højdepunktet i hans karriere var da han dømte finalen ved Europamesterskabet i fodbold 2008
Han startede med at dømme international i 2002 og siden er det blevet til flere EM og VM slutrunder. Uden for fodboldbanen er Rossetti uddannet fysioterapeut.
Rosetti er i dag fungerende chefdommer for UEFA.

## Karriere

### VM 2006
- Mexico – Iran  (gruppespil)
- Argentina – Serbien og Montenegro  (gruppespil)
- Paraguay – Trinidad og Tobago  (gruppespil)
- Spanien – Frankrig  (ottendedelsfinale)

### EM 2008
- Schweiz – Tjekkiet  (gruppespil)
- Grækenland – Rusland  (gruppespil)
- Kroatien – Tyrkiet  (kvartfinale)
- Tyskland – Spanien  (finale)

### VM 2010
Ved VM 2010 var Rossetti af mange set som farvorit til at dømme finalen efter hans hjemland Italiens tidlige exit af turneringen, men efter fejlagtigt at have godkendt en offside-scoring i ottendedelsfinalen mellem Argentina og Mexico, blev den italienske dommer sendt hjem.
- Ghana – Australien  (gruppespil)
- Argentina – Mexico  (ottendedelsfinale)

## Kampe med danske hold
I sin første sæson som international dommer i 2002 dømte han 0-0-kampen mellem Danmark og England ved Europamesterskaberne for U17 landshold.
I 2005 dømte han FC Københavns kamp i UEFA Cuppen mod Mallorca.
I 2006/07 dømte Rossetti kampen mellem FC København og Benfica i Champions League. En kamp som Benfica vandt 3-1.

## Eksterne links
1. ↑  Karrierestop 2010 (Webside ikke længere tilgængelig)
2. ↑  Potræt 2010
3. ↑  "Eng:Bio". Arkiveret fra originalen 4. oktober 2011. Hentet 9. marts 2011.
4. ↑  Danske hold

- Profil på FIFA
- Profil på Reuters Arkiveret 17. januar 2007 hos  Wayback Machine
- Kampoversigt WorldReferee.com Arkiveret 2. januar 2009 hos  Wayback Machine